# ناو شهید صیاد شیرازی
ناو شهید صیاد شیرازی نام یکی از ناوهای نیروی دریایی سپاه پاسداران انقلاب اسلامی است که توسط صنایع کشتی سازی شهید محلاتی   تولید شده و هم‌اکنون در حال خدمت در خلیج فارس و تنگه هرمز می‌باشد.
| ناو شهید صیاد شیرازی ایران · | ناو شهید صیاد شیرازی ایران · |
| ---------------------------- | --- |
| شماره بدنه FS313-03          | |
| اطلاعات کلی                  | |
| نوع کشتی                     | کاتاماران چند منظوره |
| کلاس                         | ناو کلاس شهید سلیمانی |
| کشور سازنده                  | ایران |
| ساخت کارخانه                 | صنایع کشتی سازی شهید محلاتی |
| ورود به ناوگان               | بهمن ۱۴۰۲ |
| مشخصات                       | |
| طول کشتی                     | ۶۸ متر |
| پهنای بدنه                   | ۲۰ متر |
| بارگیری استاندارد            | ۶۰۰ تن |
| نوع موتور                    | ۴ عدد موتور بومی سازی شده |
| سرعت                         | ۴۵ نات (حدود ۸۴ کیلومتر بر ساعت)                                                                                                 |
| برد عملیاتی                  | ۵۰۰۰ نات (حدود ۹۲۵۰ کیلومتر) |
| جنگ‌افزارها                   | |
| توپخانه                      | ۱× توپ اتوماتیک ۳۰م م و دارای دوربین حرارتی ۴× توپ اتوماتیک ۲۰م م                                                                |
| سیستم موشکی                  | ۶× موشک کروز مایل پرتاب (۴× موشک قادر با برد ۳۰۰ کیلومتر و ۲× موشک نصیر با برد ۹۰ کیلومتر) ۶× سیلوی عمود پرتاب موشک کروز ضد کشتی |
| رادار                        | یک رادار دو وجهی دارای صفحه باند اس و باند ایکس                                                                                  |
| موشک دفاع هوایی              | ۱۶× سیلوی عمود پرتاب موشک پدافندی صیاد و نواب                                                                                    |
| هواگردهای قابل حمل           | ۱× بالگرد بل ۴۱۲ همچنین قابلیت حمل پهپادهای عمود پرواز                                                                           |
| سایر جنگ افزارها             | قابلیت حمل و عملیاتی کردن ۳ فروند قایق تندروی موشک‌انداز                                                                          |
| سرنوشت                       | |

این شناور موشک انداز سبک شیوه کاتاماران طراحی ساخته شده است و قادر به تحرک بالا  در شرایط فورس دریایی بالاست ناو شهید صیاد شیرازی سومین محصول از خانواده شناورهای  سلیمانی است.

## کشتی‌های این کلاس
| کشتی                    | شماره بدنه | بندر      | به آب اندازی | وضعیت |
| ----------------------- | ---------- | --------- | ------------ | ----- |
| ناو شهید سلیمانی        | FS313-01   | بندرعباس  | 2022         | فعال  |
| ناو شهید حسن باقری      | FS313-02   | بندربوشهر | 2024         | فعال  |
| ناو شهید صیاد شیرازی    | FS313-03   | نامعلوم   | 2024         | فعال  |
| ناو شهید رئیسعلی دلواری | FS313-04   | نامعلوم   | 2025         | فعال  |